# Aleksandr Petrov
|   | a | b | c | d | e | f | g | h |   |
| 8 | c8 negres rei · d8 negres cavall · c7 negres peó · g7 negres peó · a6 blanques cavall · e6 negres peó · f6 negres torre · g6 blanques alfil · a5 negres cavall · b5 blanques cavall · c5 blanques peó · a4 negres peó · c4 negres peó · d4 blanques peó · f4 negres torre · g4 negres peó · e3 negres alfil · b2 negres peó · c2 blanques peó · f2 negres peó · h2 blanques rei · h1 blanques dama | c8 negres rei · d8 negres cavall · c7 negres peó · g7 negres peó · a6 blanques cavall · e6 negres peó · f6 negres torre · g6 blanques alfil · a5 negres cavall · b5 blanques cavall · c5 blanques peó · a4 negres peó · c4 negres peó · d4 blanques peó · f4 negres torre · g4 negres peó · e3 negres alfil · b2 negres peó · c2 blanques peó · f2 negres peó · h2 blanques rei · h1 blanques dama | c8 negres rei · d8 negres cavall · c7 negres peó · g7 negres peó · a6 blanques cavall · e6 negres peó · f6 negres torre · g6 blanques alfil · a5 negres cavall · b5 blanques cavall · c5 blanques peó · a4 negres peó · c4 negres peó · d4 blanques peó · f4 negres torre · g4 negres peó · e3 negres alfil · b2 negres peó · c2 blanques peó · f2 negres peó · h2 blanques rei · h1 blanques dama | c8 negres rei · d8 negres cavall · c7 negres peó · g7 negres peó · a6 blanques cavall · e6 negres peó · f6 negres torre · g6 blanques alfil · a5 negres cavall · b5 blanques cavall · c5 blanques peó · a4 negres peó · c4 negres peó · d4 blanques peó · f4 negres torre · g4 negres peó · e3 negres alfil · b2 negres peó · c2 blanques peó · f2 negres peó · h2 blanques rei · h1 blanques dama | c8 negres rei · d8 negres cavall · c7 negres peó · g7 negres peó · a6 blanques cavall · e6 negres peó · f6 negres torre · g6 blanques alfil · a5 negres cavall · b5 blanques cavall · c5 blanques peó · a4 negres peó · c4 negres peó · d4 blanques peó · f4 negres torre · g4 negres peó · e3 negres alfil · b2 negres peó · c2 blanques peó · f2 negres peó · h2 blanques rei · h1 blanques dama | c8 negres rei · d8 negres cavall · c7 negres peó · g7 negres peó · a6 blanques cavall · e6 negres peó · f6 negres torre · g6 blanques alfil · a5 negres cavall · b5 blanques cavall · c5 blanques peó · a4 negres peó · c4 negres peó · d4 blanques peó · f4 negres torre · g4 negres peó · e3 negres alfil · b2 negres peó · c2 blanques peó · f2 negres peó · h2 blanques rei · h1 blanques dama | c8 negres rei · d8 negres cavall · c7 negres peó · g7 negres peó · a6 blanques cavall · e6 negres peó · f6 negres torre · g6 blanques alfil · a5 negres cavall · b5 blanques cavall · c5 blanques peó · a4 negres peó · c4 negres peó · d4 blanques peó · f4 negres torre · g4 negres peó · e3 negres alfil · b2 negres peó · c2 blanques peó · f2 negres peó · h2 blanques rei · h1 blanques dama | c8 negres rei · d8 negres cavall · c7 negres peó · g7 negres peó · a6 blanques cavall · e6 negres peó · f6 negres torre · g6 blanques alfil · a5 negres cavall · b5 blanques cavall · c5 blanques peó · a4 negres peó · c4 negres peó · d4 blanques peó · f4 negres torre · g4 negres peó · e3 negres alfil · b2 negres peó · c2 blanques peó · f2 negres peó · h2 blanques rei · h1 blanques dama | 8 |
| 7 | c8 negres rei · d8 negres cavall · c7 negres peó · g7 negres peó · a6 blanques cavall · e6 negres peó · f6 negres torre · g6 blanques alfil · a5 negres cavall · b5 blanques cavall · c5 blanques peó · a4 negres peó · c4 negres peó · d4 blanques peó · f4 negres torre · g4 negres peó · e3 negres alfil · b2 negres peó · c2 blanques peó · f2 negres peó · h2 blanques rei · h1 blanques dama | c8 negres rei · d8 negres cavall · c7 negres peó · g7 negres peó · a6 blanques cavall · e6 negres peó · f6 negres torre · g6 blanques alfil · a5 negres cavall · b5 blanques cavall · c5 blanques peó · a4 negres peó · c4 negres peó · d4 blanques peó · f4 negres torre · g4 negres peó · e3 negres alfil · b2 negres peó · c2 blanques peó · f2 negres peó · h2 blanques rei · h1 blanques dama | c8 negres rei · d8 negres cavall · c7 negres peó · g7 negres peó · a6 blanques cavall · e6 negres peó · f6 negres torre · g6 blanques alfil · a5 negres cavall · b5 blanques cavall · c5 blanques peó · a4 negres peó · c4 negres peó · d4 blanques peó · f4 negres torre · g4 negres peó · e3 negres alfil · b2 negres peó · c2 blanques peó · f2 negres peó · h2 blanques rei · h1 blanques dama | c8 negres rei · d8 negres cavall · c7 negres peó · g7 negres peó · a6 blanques cavall · e6 negres peó · f6 negres torre · g6 blanques alfil · a5 negres cavall · b5 blanques cavall · c5 blanques peó · a4 negres peó · c4 negres peó · d4 blanques peó · f4 negres torre · g4 negres peó · e3 negres alfil · b2 negres peó · c2 blanques peó · f2 negres peó · h2 blanques rei · h1 blanques dama | c8 negres rei · d8 negres cavall · c7 negres peó · g7 negres peó · a6 blanques cavall · e6 negres peó · f6 negres torre · g6 blanques alfil · a5 negres cavall · b5 blanques cavall · c5 blanques peó · a4 negres peó · c4 negres peó · d4 blanques peó · f4 negres torre · g4 negres peó · e3 negres alfil · b2 negres peó · c2 blanques peó · f2 negres peó · h2 blanques rei · h1 blanques dama | c8 negres rei · d8 negres cavall · c7 negres peó · g7 negres peó · a6 blanques cavall · e6 negres peó · f6 negres torre · g6 blanques alfil · a5 negres cavall · b5 blanques cavall · c5 blanques peó · a4 negres peó · c4 negres peó · d4 blanques peó · f4 negres torre · g4 negres peó · e3 negres alfil · b2 negres peó · c2 blanques peó · f2 negres peó · h2 blanques rei · h1 blanques dama | c8 negres rei · d8 negres cavall · c7 negres peó · g7 negres peó · a6 blanques cavall · e6 negres peó · f6 negres torre · g6 blanques alfil · a5 negres cavall · b5 blanques cavall · c5 blanques peó · a4 negres peó · c4 negres peó · d4 blanques peó · f4 negres torre · g4 negres peó · e3 negres alfil · b2 negres peó · c2 blanques peó · f2 negres peó · h2 blanques rei · h1 blanques dama | c8 negres rei · d8 negres cavall · c7 negres peó · g7 negres peó · a6 blanques cavall · e6 negres peó · f6 negres torre · g6 blanques alfil · a5 negres cavall · b5 blanques cavall · c5 blanques peó · a4 negres peó · c4 negres peó · d4 blanques peó · f4 negres torre · g4 negres peó · e3 negres alfil · b2 negres peó · c2 blanques peó · f2 negres peó · h2 blanques rei · h1 blanques dama | 7 |
| 6 | c8 negres rei · d8 negres cavall · c7 negres peó · g7 negres peó · a6 blanques cavall · e6 negres peó · f6 negres torre · g6 blanques alfil · a5 negres cavall · b5 blanques cavall · c5 blanques peó · a4 negres peó · c4 negres peó · d4 blanques peó · f4 negres torre · g4 negres peó · e3 negres alfil · b2 negres peó · c2 blanques peó · f2 negres peó · h2 blanques rei · h1 blanques dama | c8 negres rei · d8 negres cavall · c7 negres peó · g7 negres peó · a6 blanques cavall · e6 negres peó · f6 negres torre · g6 blanques alfil · a5 negres cavall · b5 blanques cavall · c5 blanques peó · a4 negres peó · c4 negres peó · d4 blanques peó · f4 negres torre · g4 negres peó · e3 negres alfil · b2 negres peó · c2 blanques peó · f2 negres peó · h2 blanques rei · h1 blanques dama | c8 negres rei · d8 negres cavall · c7 negres peó · g7 negres peó · a6 blanques cavall · e6 negres peó · f6 negres torre · g6 blanques alfil · a5 negres cavall · b5 blanques cavall · c5 blanques peó · a4 negres peó · c4 negres peó · d4 blanques peó · f4 negres torre · g4 negres peó · e3 negres alfil · b2 negres peó · c2 blanques peó · f2 negres peó · h2 blanques rei · h1 blanques dama | c8 negres rei · d8 negres cavall · c7 negres peó · g7 negres peó · a6 blanques cavall · e6 negres peó · f6 negres torre · g6 blanques alfil · a5 negres cavall · b5 blanques cavall · c5 blanques peó · a4 negres peó · c4 negres peó · d4 blanques peó · f4 negres torre · g4 negres peó · e3 negres alfil · b2 negres peó · c2 blanques peó · f2 negres peó · h2 blanques rei · h1 blanques dama | c8 negres rei · d8 negres cavall · c7 negres peó · g7 negres peó · a6 blanques cavall · e6 negres peó · f6 negres torre · g6 blanques alfil · a5 negres cavall · b5 blanques cavall · c5 blanques peó · a4 negres peó · c4 negres peó · d4 blanques peó · f4 negres torre · g4 negres peó · e3 negres alfil · b2 negres peó · c2 blanques peó · f2 negres peó · h2 blanques rei · h1 blanques dama | c8 negres rei · d8 negres cavall · c7 negres peó · g7 negres peó · a6 blanques cavall · e6 negres peó · f6 negres torre · g6 blanques alfil · a5 negres cavall · b5 blanques cavall · c5 blanques peó · a4 negres peó · c4 negres peó · d4 blanques peó · f4 negres torre · g4 negres peó · e3 negres alfil · b2 negres peó · c2 blanques peó · f2 negres peó · h2 blanques rei · h1 blanques dama | c8 negres rei · d8 negres cavall · c7 negres peó · g7 negres peó · a6 blanques cavall · e6 negres peó · f6 negres torre · g6 blanques alfil · a5 negres cavall · b5 blanques cavall · c5 blanques peó · a4 negres peó · c4 negres peó · d4 blanques peó · f4 negres torre · g4 negres peó · e3 negres alfil · b2 negres peó · c2 blanques peó · f2 negres peó · h2 blanques rei · h1 blanques dama | c8 negres rei · d8 negres cavall · c7 negres peó · g7 negres peó · a6 blanques cavall · e6 negres peó · f6 negres torre · g6 blanques alfil · a5 negres cavall · b5 blanques cavall · c5 blanques peó · a4 negres peó · c4 negres peó · d4 blanques peó · f4 negres torre · g4 negres peó · e3 negres alfil · b2 negres peó · c2 blanques peó · f2 negres peó · h2 blanques rei · h1 blanques dama | 6 |
| 5 | c8 negres rei · d8 negres cavall · c7 negres peó · g7 negres peó · a6 blanques cavall · e6 negres peó · f6 negres torre · g6 blanques alfil · a5 negres cavall · b5 blanques cavall · c5 blanques peó · a4 negres peó · c4 negres peó · d4 blanques peó · f4 negres torre · g4 negres peó · e3 negres alfil · b2 negres peó · c2 blanques peó · f2 negres peó · h2 blanques rei · h1 blanques dama | c8 negres rei · d8 negres cavall · c7 negres peó · g7 negres peó · a6 blanques cavall · e6 negres peó · f6 negres torre · g6 blanques alfil · a5 negres cavall · b5 blanques cavall · c5 blanques peó · a4 negres peó · c4 negres peó · d4 blanques peó · f4 negres torre · g4 negres peó · e3 negres alfil · b2 negres peó · c2 blanques peó · f2 negres peó · h2 blanques rei · h1 blanques dama | c8 negres rei · d8 negres cavall · c7 negres peó · g7 negres peó · a6 blanques cavall · e6 negres peó · f6 negres torre · g6 blanques alfil · a5 negres cavall · b5 blanques cavall · c5 blanques peó · a4 negres peó · c4 negres peó · d4 blanques peó · f4 negres torre · g4 negres peó · e3 negres alfil · b2 negres peó · c2 blanques peó · f2 negres peó · h2 blanques rei · h1 blanques dama | c8 negres rei · d8 negres cavall · c7 negres peó · g7 negres peó · a6 blanques cavall · e6 negres peó · f6 negres torre · g6 blanques alfil · a5 negres cavall · b5 blanques cavall · c5 blanques peó · a4 negres peó · c4 negres peó · d4 blanques peó · f4 negres torre · g4 negres peó · e3 negres alfil · b2 negres peó · c2 blanques peó · f2 negres peó · h2 blanques rei · h1 blanques dama | c8 negres rei · d8 negres cavall · c7 negres peó · g7 negres peó · a6 blanques cavall · e6 negres peó · f6 negres torre · g6 blanques alfil · a5 negres cavall · b5 blanques cavall · c5 blanques peó · a4 negres peó · c4 negres peó · d4 blanques peó · f4 negres torre · g4 negres peó · e3 negres alfil · b2 negres peó · c2 blanques peó · f2 negres peó · h2 blanques rei · h1 blanques dama | c8 negres rei · d8 negres cavall · c7 negres peó · g7 negres peó · a6 blanques cavall · e6 negres peó · f6 negres torre · g6 blanques alfil · a5 negres cavall · b5 blanques cavall · c5 blanques peó · a4 negres peó · c4 negres peó · d4 blanques peó · f4 negres torre · g4 negres peó · e3 negres alfil · b2 negres peó · c2 blanques peó · f2 negres peó · h2 blanques rei · h1 blanques dama | c8 negres rei · d8 negres cavall · c7 negres peó · g7 negres peó · a6 blanques cavall · e6 negres peó · f6 negres torre · g6 blanques alfil · a5 negres cavall · b5 blanques cavall · c5 blanques peó · a4 negres peó · c4 negres peó · d4 blanques peó · f4 negres torre · g4 negres peó · e3 negres alfil · b2 negres peó · c2 blanques peó · f2 negres peó · h2 blanques rei · h1 blanques dama | c8 negres rei · d8 negres cavall · c7 negres peó · g7 negres peó · a6 blanques cavall · e6 negres peó · f6 negres torre · g6 blanques alfil · a5 negres cavall · b5 blanques cavall · c5 blanques peó · a4 negres peó · c4 negres peó · d4 blanques peó · f4 negres torre · g4 negres peó · e3 negres alfil · b2 negres peó · c2 blanques peó · f2 negres peó · h2 blanques rei · h1 blanques dama | 5 |
| 4 | c8 negres rei · d8 negres cavall · c7 negres peó · g7 negres peó · a6 blanques cavall · e6 negres peó · f6 negres torre · g6 blanques alfil · a5 negres cavall · b5 blanques cavall · c5 blanques peó · a4 negres peó · c4 negres peó · d4 blanques peó · f4 negres torre · g4 negres peó · e3 negres alfil · b2 negres peó · c2 blanques peó · f2 negres peó · h2 blanques rei · h1 blanques dama | c8 negres rei · d8 negres cavall · c7 negres peó · g7 negres peó · a6 blanques cavall · e6 negres peó · f6 negres torre · g6 blanques alfil · a5 negres cavall · b5 blanques cavall · c5 blanques peó · a4 negres peó · c4 negres peó · d4 blanques peó · f4 negres torre · g4 negres peó · e3 negres alfil · b2 negres peó · c2 blanques peó · f2 negres peó · h2 blanques rei · h1 blanques dama | c8 negres rei · d8 negres cavall · c7 negres peó · g7 negres peó · a6 blanques cavall · e6 negres peó · f6 negres torre · g6 blanques alfil · a5 negres cavall · b5 blanques cavall · c5 blanques peó · a4 negres peó · c4 negres peó · d4 blanques peó · f4 negres torre · g4 negres peó · e3 negres alfil · b2 negres peó · c2 blanques peó · f2 negres peó · h2 blanques rei · h1 blanques dama | c8 negres rei · d8 negres cavall · c7 negres peó · g7 negres peó · a6 blanques cavall · e6 negres peó · f6 negres torre · g6 blanques alfil · a5 negres cavall · b5 blanques cavall · c5 blanques peó · a4 negres peó · c4 negres peó · d4 blanques peó · f4 negres torre · g4 negres peó · e3 negres alfil · b2 negres peó · c2 blanques peó · f2 negres peó · h2 blanques rei · h1 blanques dama | c8 negres rei · d8 negres cavall · c7 negres peó · g7 negres peó · a6 blanques cavall · e6 negres peó · f6 negres torre · g6 blanques alfil · a5 negres cavall · b5 blanques cavall · c5 blanques peó · a4 negres peó · c4 negres peó · d4 blanques peó · f4 negres torre · g4 negres peó · e3 negres alfil · b2 negres peó · c2 blanques peó · f2 negres peó · h2 blanques rei · h1 blanques dama | c8 negres rei · d8 negres cavall · c7 negres peó · g7 negres peó · a6 blanques cavall · e6 negres peó · f6 negres torre · g6 blanques alfil · a5 negres cavall · b5 blanques cavall · c5 blanques peó · a4 negres peó · c4 negres peó · d4 blanques peó · f4 negres torre · g4 negres peó · e3 negres alfil · b2 negres peó · c2 blanques peó · f2 negres peó · h2 blanques rei · h1 blanques dama | c8 negres rei · d8 negres cavall · c7 negres peó · g7 negres peó · a6 blanques cavall · e6 negres peó · f6 negres torre · g6 blanques alfil · a5 negres cavall · b5 blanques cavall · c5 blanques peó · a4 negres peó · c4 negres peó · d4 blanques peó · f4 negres torre · g4 negres peó · e3 negres alfil · b2 negres peó · c2 blanques peó · f2 negres peó · h2 blanques rei · h1 blanques dama | c8 negres rei · d8 negres cavall · c7 negres peó · g7 negres peó · a6 blanques cavall · e6 negres peó · f6 negres torre · g6 blanques alfil · a5 negres cavall · b5 blanques cavall · c5 blanques peó · a4 negres peó · c4 negres peó · d4 blanques peó · f4 negres torre · g4 negres peó · e3 negres alfil · b2 negres peó · c2 blanques peó · f2 negres peó · h2 blanques rei · h1 blanques dama | 4 |
| 3 | c8 negres rei · d8 negres cavall · c7 negres peó · g7 negres peó · a6 blanques cavall · e6 negres peó · f6 negres torre · g6 blanques alfil · a5 negres cavall · b5 blanques cavall · c5 blanques peó · a4 negres peó · c4 negres peó · d4 blanques peó · f4 negres torre · g4 negres peó · e3 negres alfil · b2 negres peó · c2 blanques peó · f2 negres peó · h2 blanques rei · h1 blanques dama | c8 negres rei · d8 negres cavall · c7 negres peó · g7 negres peó · a6 blanques cavall · e6 negres peó · f6 negres torre · g6 blanques alfil · a5 negres cavall · b5 blanques cavall · c5 blanques peó · a4 negres peó · c4 negres peó · d4 blanques peó · f4 negres torre · g4 negres peó · e3 negres alfil · b2 negres peó · c2 blanques peó · f2 negres peó · h2 blanques rei · h1 blanques dama | c8 negres rei · d8 negres cavall · c7 negres peó · g7 negres peó · a6 blanques cavall · e6 negres peó · f6 negres torre · g6 blanques alfil · a5 negres cavall · b5 blanques cavall · c5 blanques peó · a4 negres peó · c4 negres peó · d4 blanques peó · f4 negres torre · g4 negres peó · e3 negres alfil · b2 negres peó · c2 blanques peó · f2 negres peó · h2 blanques rei · h1 blanques dama | c8 negres rei · d8 negres cavall · c7 negres peó · g7 negres peó · a6 blanques cavall · e6 negres peó · f6 negres torre · g6 blanques alfil · a5 negres cavall · b5 blanques cavall · c5 blanques peó · a4 negres peó · c4 negres peó · d4 blanques peó · f4 negres torre · g4 negres peó · e3 negres alfil · b2 negres peó · c2 blanques peó · f2 negres peó · h2 blanques rei · h1 blanques dama | c8 negres rei · d8 negres cavall · c7 negres peó · g7 negres peó · a6 blanques cavall · e6 negres peó · f6 negres torre · g6 blanques alfil · a5 negres cavall · b5 blanques cavall · c5 blanques peó · a4 negres peó · c4 negres peó · d4 blanques peó · f4 negres torre · g4 negres peó · e3 negres alfil · b2 negres peó · c2 blanques peó · f2 negres peó · h2 blanques rei · h1 blanques dama | c8 negres rei · d8 negres cavall · c7 negres peó · g7 negres peó · a6 blanques cavall · e6 negres peó · f6 negres torre · g6 blanques alfil · a5 negres cavall · b5 blanques cavall · c5 blanques peó · a4 negres peó · c4 negres peó · d4 blanques peó · f4 negres torre · g4 negres peó · e3 negres alfil · b2 negres peó · c2 blanques peó · f2 negres peó · h2 blanques rei · h1 blanques dama | c8 negres rei · d8 negres cavall · c7 negres peó · g7 negres peó · a6 blanques cavall · e6 negres peó · f6 negres torre · g6 blanques alfil · a5 negres cavall · b5 blanques cavall · c5 blanques peó · a4 negres peó · c4 negres peó · d4 blanques peó · f4 negres torre · g4 negres peó · e3 negres alfil · b2 negres peó · c2 blanques peó · f2 negres peó · h2 blanques rei · h1 blanques dama | c8 negres rei · d8 negres cavall · c7 negres peó · g7 negres peó · a6 blanques cavall · e6 negres peó · f6 negres torre · g6 blanques alfil · a5 negres cavall · b5 blanques cavall · c5 blanques peó · a4 negres peó · c4 negres peó · d4 blanques peó · f4 negres torre · g4 negres peó · e3 negres alfil · b2 negres peó · c2 blanques peó · f2 negres peó · h2 blanques rei · h1 blanques dama | 3 |
| 2 | c8 negres rei · d8 negres cavall · c7 negres peó · g7 negres peó · a6 blanques cavall · e6 negres peó · f6 negres torre · g6 blanques alfil · a5 negres cavall · b5 blanques cavall · c5 blanques peó · a4 negres peó · c4 negres peó · d4 blanques peó · f4 negres torre · g4 negres peó · e3 negres alfil · b2 negres peó · c2 blanques peó · f2 negres peó · h2 blanques rei · h1 blanques dama | c8 negres rei · d8 negres cavall · c7 negres peó · g7 negres peó · a6 blanques cavall · e6 negres peó · f6 negres torre · g6 blanques alfil · a5 negres cavall · b5 blanques cavall · c5 blanques peó · a4 negres peó · c4 negres peó · d4 blanques peó · f4 negres torre · g4 negres peó · e3 negres alfil · b2 negres peó · c2 blanques peó · f2 negres peó · h2 blanques rei · h1 blanques dama | c8 negres rei · d8 negres cavall · c7 negres peó · g7 negres peó · a6 blanques cavall · e6 negres peó · f6 negres torre · g6 blanques alfil · a5 negres cavall · b5 blanques cavall · c5 blanques peó · a4 negres peó · c4 negres peó · d4 blanques peó · f4 negres torre · g4 negres peó · e3 negres alfil · b2 negres peó · c2 blanques peó · f2 negres peó · h2 blanques rei · h1 blanques dama | c8 negres rei · d8 negres cavall · c7 negres peó · g7 negres peó · a6 blanques cavall · e6 negres peó · f6 negres torre · g6 blanques alfil · a5 negres cavall · b5 blanques cavall · c5 blanques peó · a4 negres peó · c4 negres peó · d4 blanques peó · f4 negres torre · g4 negres peó · e3 negres alfil · b2 negres peó · c2 blanques peó · f2 negres peó · h2 blanques rei · h1 blanques dama | c8 negres rei · d8 negres cavall · c7 negres peó · g7 negres peó · a6 blanques cavall · e6 negres peó · f6 negres torre · g6 blanques alfil · a5 negres cavall · b5 blanques cavall · c5 blanques peó · a4 negres peó · c4 negres peó · d4 blanques peó · f4 negres torre · g4 negres peó · e3 negres alfil · b2 negres peó · c2 blanques peó · f2 negres peó · h2 blanques rei · h1 blanques dama | c8 negres rei · d8 negres cavall · c7 negres peó · g7 negres peó · a6 blanques cavall · e6 negres peó · f6 negres torre · g6 blanques alfil · a5 negres cavall · b5 blanques cavall · c5 blanques peó · a4 negres peó · c4 negres peó · d4 blanques peó · f4 negres torre · g4 negres peó · e3 negres alfil · b2 negres peó · c2 blanques peó · f2 negres peó · h2 blanques rei · h1 blanques dama | c8 negres rei · d8 negres cavall · c7 negres peó · g7 negres peó · a6 blanques cavall · e6 negres peó · f6 negres torre · g6 blanques alfil · a5 negres cavall · b5 blanques cavall · c5 blanques peó · a4 negres peó · c4 negres peó · d4 blanques peó · f4 negres torre · g4 negres peó · e3 negres alfil · b2 negres peó · c2 blanques peó · f2 negres peó · h2 blanques rei · h1 blanques dama | c8 negres rei · d8 negres cavall · c7 negres peó · g7 negres peó · a6 blanques cavall · e6 negres peó · f6 negres torre · g6 blanques alfil · a5 negres cavall · b5 blanques cavall · c5 blanques peó · a4 negres peó · c4 negres peó · d4 blanques peó · f4 negres torre · g4 negres peó · e3 negres alfil · b2 negres peó · c2 blanques peó · f2 negres peó · h2 blanques rei · h1 blanques dama | 2 |
| 1 | c8 negres rei · d8 negres cavall · c7 negres peó · g7 negres peó · a6 blanques cavall · e6 negres peó · f6 negres torre · g6 blanques alfil · a5 negres cavall · b5 blanques cavall · c5 blanques peó · a4 negres peó · c4 negres peó · d4 blanques peó · f4 negres torre · g4 negres peó · e3 negres alfil · b2 negres peó · c2 blanques peó · f2 negres peó · h2 blanques rei · h1 blanques dama | c8 negres rei · d8 negres cavall · c7 negres peó · g7 negres peó · a6 blanques cavall · e6 negres peó · f6 negres torre · g6 blanques alfil · a5 negres cavall · b5 blanques cavall · c5 blanques peó · a4 negres peó · c4 negres peó · d4 blanques peó · f4 negres torre · g4 negres peó · e3 negres alfil · b2 negres peó · c2 blanques peó · f2 negres peó · h2 blanques rei · h1 blanques dama | c8 negres rei · d8 negres cavall · c7 negres peó · g7 negres peó · a6 blanques cavall · e6 negres peó · f6 negres torre · g6 blanques alfil · a5 negres cavall · b5 blanques cavall · c5 blanques peó · a4 negres peó · c4 negres peó · d4 blanques peó · f4 negres torre · g4 negres peó · e3 negres alfil · b2 negres peó · c2 blanques peó · f2 negres peó · h2 blanques rei · h1 blanques dama | c8 negres rei · d8 negres cavall · c7 negres peó · g7 negres peó · a6 blanques cavall · e6 negres peó · f6 negres torre · g6 blanques alfil · a5 negres cavall · b5 blanques cavall · c5 blanques peó · a4 negres peó · c4 negres peó · d4 blanques peó · f4 negres torre · g4 negres peó · e3 negres alfil · b2 negres peó · c2 blanques peó · f2 negres peó · h2 blanques rei · h1 blanques dama | c8 negres rei · d8 negres cavall · c7 negres peó · g7 negres peó · a6 blanques cavall · e6 negres peó · f6 negres torre · g6 blanques alfil · a5 negres cavall · b5 blanques cavall · c5 blanques peó · a4 negres peó · c4 negres peó · d4 blanques peó · f4 negres torre · g4 negres peó · e3 negres alfil · b2 negres peó · c2 blanques peó · f2 negres peó · h2 blanques rei · h1 blanques dama | c8 negres rei · d8 negres cavall · c7 negres peó · g7 negres peó · a6 blanques cavall · e6 negres peó · f6 negres torre · g6 blanques alfil · a5 negres cavall · b5 blanques cavall · c5 blanques peó · a4 negres peó · c4 negres peó · d4 blanques peó · f4 negres torre · g4 negres peó · e3 negres alfil · b2 negres peó · c2 blanques peó · f2 negres peó · h2 blanques rei · h1 blanques dama | c8 negres rei · d8 negres cavall · c7 negres peó · g7 negres peó · a6 blanques cavall · e6 negres peó · f6 negres torre · g6 blanques alfil · a5 negres cavall · b5 blanques cavall · c5 blanques peó · a4 negres peó · c4 negres peó · d4 blanques peó · f4 negres torre · g4 negres peó · e3 negres alfil · b2 negres peó · c2 blanques peó · f2 negres peó · h2 blanques rei · h1 blanques dama | c8 negres rei · d8 negres cavall · c7 negres peó · g7 negres peó · a6 blanques cavall · e6 negres peó · f6 negres torre · g6 blanques alfil · a5 negres cavall · b5 blanques cavall · c5 blanques peó · a4 negres peó · c4 negres peó · d4 blanques peó · f4 negres torre · g4 negres peó · e3 negres alfil · b2 negres peó · c2 blanques peó · f2 negres peó · h2 blanques rei · h1 blanques dama | 1 |
|   | a | b | c | d | e | f | g | h |   |

Aleksandr Dmítrievitx Petrov (en rus: Александр Дмитриевич Петров) (Biserovo, prop de Pskov, 12 de febrer de 1794, Varsòvia, 22 d'abril de 1867), fou un jugador, escriptor, i compositor d'escacs que és recordat com el primer dels mestres d'escacs de Rússia. Va analitzar (conjuntament amb Carl Jaenisch) la que posteriorment seria coneguda com a Defensa Petrov o Defensa Russa. El seu problema d'escacs més conegut és La Retirada de Napoleó Bonaparte I de Moscou.

## Biografia
Va néixer en una família noble, que es va traslladar a viure el 1804 a Sant Petersburg. El 1809, ja va derrotar Kopev i Baranov, els millors jugadors locals, i va esdevenir el millor jugador rus, a l'edat de 15 anys. Des de llavors, i durant mig segle, Petrov va mantenir la consideració de millor escaquista de Rússia.
Va escriure el primer tractat d'escacs editat a Rússia, "El joc dels Escacs", (Shakhmatnaya igra (...)), publicat a Sant Petersburg el 1824. Al llibre, hi critica algunes de les idees de Philidor. També va escriure "Escenes de la vida de diversos escaquistes" publicat a Sant Petersburg el 1844, i un llibre sobre el joc de les dames.

## Resultats destacats en competició
El 1840 es traslladà a Varsòvia, actualment a Polònia, (però llavors part de l'Imperi Rus), on hi va jugar amb èxit contra els mestres locals Alexander Hoffman, Piotrowski, Szymanski, Siewieluński, Hieronim Czarnowski i Szymon Winawer.
Va derrotar en matxs diversos jugadors: D.A. Baranov (4:2) el 1809, Carl Jaenisch (2:1) a Sant Petersburg 1844; el Príncep Serguei Semenovitx Urusov (3:1) a Sant Petersburg 1853 i (13.5:7.5) a Varsòvia 1859; i Ilya Shumov (4:2) a Sant Petersburg 1862.
Durant l'Aixecament de gener (1863-1864), va abandonar Varsòvia, i va anar a residir a Viena i París. Entre d'altres, va jugar llavors contra Paul Journoud el 1863. No va arribar a competir mai en torneigs internacionals, cosa que va generar dubtes entre els seus contemporanis fins i tot sobre la seva pròpia existència.
Va morir el 1867, i va ser enterrat al cementiri rus ortodox a Varsòvia.

## Partides destacades
- Alexander Hoffman vs Alexander Petrov, Varsòvia m 1844, obertura italiana, variant clàssica, atac central (C53), 0-1 La immortal de Petrov
- Alexander Petrov vs Carl Friedrich von Jaenisch, St. Petersburg 1844, defensa Petrov, atac modern, variant Central (C43), 1-0
- Alexander Petrov vs Príncep Dmitri Semenovich Urusov, París 1852, obertura italiana, variant clàssica, gambit Albin (C53), 1-0 Arxivat 2012-10-24 a Wayback Machine.
- Alexander Petrov vs Príncep Serguei Semenovich Urusov, St. Petersburg 1853, obertura italiana, variant clàssica, gambit Albin (C53), 1-0
- Alexander Petrov vs Szymański, Varsòvia 1953, defensa francesa, variant del canvi, variant Montecarlo (C01), 1-0